# Archive.is
archive.is (раніше archive.today) — некомерційна організація, дата-центр якої розташований в Нор-Па-де-Кале, якій належить однойменний сайт, який зберігає інтернет-сторінки в режимі онлайн. Сайт позиціонує себе часовою капсулою, в якій зберігається вміст всесвітньої павутини, що відображено на логотипі «archive.is». На відміну від «WebCite», archive.is вміє зберігати не тільки статичні вебсторінки з коротким URL, але й генеровані Веб 2.0-проектами сторінки, до яких належать, до прикладу, карти Google. Крім того, для збереження запитуваної сторінки в archive.is тепер не потрібна реєстрація. За запитом правовласників archive.is може видаляти архівні сторінки, що порушують виключні права.
archive.is не індексує Інтернет в цілому, що робить Інтернет-архів, але за запитом користувача сайт захоплює текстовий вміст HTML-сторінок і растрових зображень, і зміст кадрів, зберігаючи при цьому CSS-стилі і деякі джава-скріпти. Оскільки можуть надати заархівованими сторінки, власники яких спеціально вставляють у вихідний код заборони індексації пошуковими сайтами, і єдиний спосіб захистити сайт від архівації archive.is — це зробити вебсторінку недоступною для перегляду анонімним користувачам, вебсервіс часто піддавався критиці за граничну відкритість. Ця ж властивість дозволяє використовувати archive.is для обходу блокувань при неможливості перегляду сторінок у звичайному порядку. У порівнянні з вищезазначеним Архівом Інтернету archive.is не вміє зберігати PDF-документи та музичні файли.

## Використання сервісу хактивістами
Зафіксовані випадки використання archive.is такими хактивістами, як геймергейт, Джуліан Ассанж та Сирійська електронна армія для збереження доказів, викладених у всесвітню мережу раніше і згодом видалених.

## Блокуванняarchive.is
21 липня 2015 року оператори archive.is заблокували доступ до сервісу з усіх фінських IP-адрес, заявивши у своєму офіційному Твіттері, що вони зробили це для деескалації конфлікту з фінським урядом, однак додаткової інформації про претензії до ресурсу не було.
У Китаї (за винятком Гонконгу і Макао) сайт доступний тільки за протоколом https, доступ за протоколом http заблокований урядовим фаєрволом «Золотий щит». У Росії, навпаки, https-версія сайту повністю заблокована, а в http-версії заблоковані тільки деякі сторінки, наприклад, пов'язана з кримськими подіями «Пам'ятка споживачам при відвідуванні окупованих територій». Archive.is не доступний також із Казахстану й Ірану.
OpenDNS блокує сайт, вважаючи його різновидом проксі-Анонімайзера.
У лютому 2016 р. доменний реєстратор OnlineNIC заблокував старий домен сайту «archive.today», що останні місяці перенаправляв на «archive.is».